# Félix Lendo

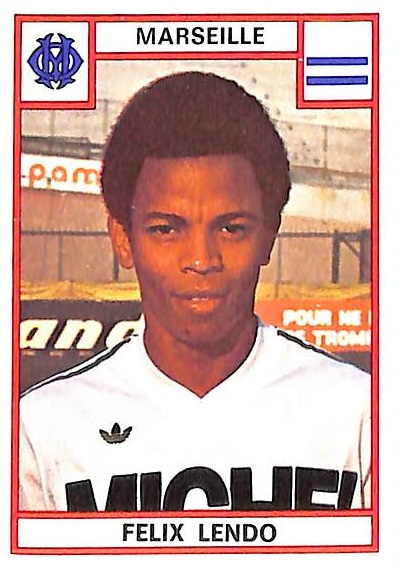
Saison 1975-1976 Olympique de Marseille

Félix Lendo, né le 11 avril 1953 à Pointe-à-Pitre et mort le 4 octobre 2015 à Draguignan, est un footballeur français qui évoluait au poste d'attaquant.

## Biographie
Après avoir joué en quatrième division au FC Antibes, Félix Lendo rejoint l'Olympique de Marseille en 1973. Vice-champion de France en 1975 avec un seul match joué, il est ensuite prêté un an en deuxième division, au FC Sète, lors de la saison 1976-1977.
Il se met alors en évidence en inscrivant dix buts en championnat, avec deux doublés. Il marque son premier doublé lors de la réception de Tavaux Damparis, puis son second lors de la venue du FC Martigues.
Il revient ensuite à l'OM, où il évolue encore une saison, mais sans arriver à s'imposer.
Il joue par la suite de 1978 à 1980 à l'Olympique avignonnais où il marque 15 buts en Division 2, puis au SC Draguignan, où il est entraîneur-joueur un mois, avant de terminer sa carrière à l'OGC Nice en 1982,.
Le bilan de sa carrière en championnat s'élève à 13 matchs en Division 1, pour un but inscrit, et 78 matchs en Division 2, pour 25 buts marqués.
Il meurt d'une crise cardiaque à l'âge de 62 ans,.

## Palmarès
- Vice-champion de France en 1975 avec l'Olympique de Marseille